# Midsommer
 For alternative betydninger, se Midsommer (flertydig). (Se også artikler, som begynder med Midsommer)
Midsommer er en højtid, der fejres nær sommersolhverv, hovedsageligt i Nordeuropa.
I Finland og Sverige falder det nu i perioden 20.-26. juni med åbningsfestdag fredag 19.-25. juni. Siden det 4. århundrede fejrer den kristne kirke Johannes Døberens fødsel den 24. juni, hvorfor højtiden i nogle områder har været, eller stadig er, stærkt forbundet med ham. I Finland kaldes midsommer for eksempel Juhannus på finsk og somme tider for Johanne på finlandssvensk og nogle gange Johanne på finsk-svensk, på Island Jónsmessa, i Danmark og Norge som sankthans i Norge også jonsok, og på noget engelsk - taleområder til Johannesdag. Ved folkelige svenske festligheder har sankthansaften ligesom juleaften og påskeaften en stærkere position end selve sankthansdagen, som er en særegen nordeuropæisk tradition.
Andre navne for midsommer er: Alban Hefin, Gŵyl Ganol yr Haf, Ivan Kupala Day, Jaanipäev, Jāņi, Juhannus, Keskikesä, Liða, Mittumaari, Rasos, Sankthans, Sankt Hans, Sankt John's day, Sankt John's Feast Day.

## Gamle ritualer ved midsommer
Midsommer fejredes med sang og druk, især omkring helligkilderne. Kirsten Piils Kilde blev angiveligt fundet en midsommernat i 1583. Der var magi i luften, og havde man brug for planter med ekstra styrke, gjaldt det om at samle dem den nat. En rønnegren ophængt over døren beskyttede mod hekse. Ifølge folketroen kunne forelskede piger hænge to sankthansurter op under loftsbjælken for at se fremtiden. Voksede planterne bort fra hinanden, var der ikke håb om, at forelskelsen var gengældt. Voksede de derimod mod hinanden, så det lyst ud. Kvinder skulle passe på ikke at blive stukket af sankthansormen i løbet af festen. Det blev man angiveligt gravid af. I 1740'erne blev det forbudt at blusse på midsommeraften, men det viste sig umuligt at håndhæve forbuddet.
Ved midsommer var helligkildernes magiske helbredelseskraft stærkest, og folk valfartede til dem i kildetiden fra midsommer til Mariæ bebudelsesdag (2. juli). Der var i nogle egne af landet tradition for at gå til hellige træer i denne tid, og der blev bl.a. på Lolland-Falster flettet blomsterkranse, som skulle hænges op i hellige træer.
Bålet skulle helst tændes med "vild ild" eller "nødild" (ild, som laves fra grunden). På bålet har der siden 1920'erne begyndelse været placeret en figur, der ligner en heks. Heksene flyver ifølge overleveringen til kendte heksebjerge som Bloksbjerg i Harzen, Hekkenfeldt (Hekla) på Island) og Lyderhorn i Bergen midsommeraften og -nat. Joachim Junges bog Den nordsjællandske Landalmues Characteer, Skikke, Meninger og Sprog fra 1798 nævner, at blus var udbredt på den tid. Midsommerblus bestod af halmknipper fæstet til lange stænger. Folk løb så hen over markerne med disse fakler, kaldt "væk-ild", fordi den skulle skræmme svampe, hekse og trolde væk.
Hvordan heksen kom på bålet, er der flere kilder til: I slutningen af 1800-tallet begyndte man i de østjyske byer at brænde heksefigurer af valborgsaften. En af de første midsommeraftner, hvor man både har brændt en heksedukke og sunget "Midsommervisen", er på Jelling Seminarium omkring år 1900. En anden kilde siger, at heksedukkerne kom på bålet i løbet af 1920'erne på egnen ved Kalundborg, hvor der havde arbejdet en del tyskere på skibsværftet under 1. verdenskrig. Hjemmefra kendte de skikken med at brænde en halmdukke på midsommerbålet, hvor dukken symboliserer det onde, man vil til livs. Figurer blev brændt på bål andre steder i Europa, men under andre navne: Judas, som blev brændt til påske og Guy Fawkes i England.